# Happy Wilson
Eugene Burnett „Happy“ Wilson (* 29. Juni 1919 in Haleyville, Alabama; † 24. August 1977 in Nashville, Tennessee) war ein amerikanischer Country-Musiker und Radiomoderator. Wilson war vor allem in Alabama bekannt und leitete die Golden River Boys. Zudem war er der Autor einiger Country-Hits.

## Leben

### Kindheit und Jugend
Wilson wurde im Winston County geboren und wuchs in ärmlichen Verhältnissen auf. Seine Eltern waren Asa Eugene und Ollie Lear Wilson. Als Kind lernte er von umherreisenden Musiklehrern Gitarre und Schlagzeug zu spielen. Country war Wilsons dominierender musikalischer Einfluss.

### Anfänge
Bereits mit 15 Jahren begann Wilson, im Radio aufzutreten, das in den 1930er-Jahren erheblich an Popularität gewann. Bald war er als „Happy“ Wilson bekannt und trat mit verschiedenen Bands im Radio auf, bevor er seine eigene Band gründete. Mit der Happy Valley Gang war er über WBRC (Birmingham) zu hören, mit Tex Dunn and his Virginia Hillbillies über WBRC und WAPI, mit den Bar-X Cowhands über WSGN und mit Red & Raymond and the Boys from Old Kentuck über WSB (Atlanta, Georgia). Ende der 1930er-Jahre war er auch in einem Hollywood-Film zu sehen.

### Die Golden River Boys
1939 organisierte Wilson zusammen mit dem jungen Hardrock Gunter und Jack Baggett Shows in Atlanta und mietete Theater in Alabama und Georgia, in denen sie am Wochenende auftraten. Im September 1939 bekam Wilson eine eigene Radioshow auf WAPI in Birmingham und gründete mit Gunter (Gitarre), Tuttie Smith (Kontrabass), Slim Lay (Gitarre) und Hal Smith (Fiddle) die Golden River Boys, die nach Stuart Hamblens Stück Golden River benannt wurden. Wilson selbst sang und spielte bei Radioauftritten Gitarre, bei Live-Auftritten übernahm er das Schlagzeug. Musikalisch gesehen spielten sie Western Swing.
1941 wurde Wilson in die US Army einberufen und kämpfte bis 1945 im Zweiten Weltkrieg, während dessen er unter anderem das Purple Heart bekam. Die Golden River Boys brachen in dieser Zeit auseinander. Nach dem Krieg kehrte Wilson zurück nach Birmingham und reorganisierte die Golden River Boys mit Hardrock Gunter, der ebenfalls aus der Armee entlassen wurde. Diesmal bestand die Besetzung neben Wilson und Gunter aus Charlie Best (Akkordeon), Bob Strickland (Kontrabass) und Billy Tucker (Fiddle). Über WAPI und WALA (Mobile) waren Wilson und seine Gruppe nun wieder regelmäßig zu hören und fast jeden Abend in der Woche spielten sie in Clubs, Bars und Auditorien. In dieser Zeit waren Wilson und die Golden River Boys auch feste Ensemble-Mitglieder des Alabama Hayloft Jamborees über WAPI, einer Live-Countryshow die bereits einige Jahre auf Sendung war, als sich Wilson und seine Band der Sendung anschlossen.
1948 machten Wilson und die Golden River Boys für das kleine Vulcan-Label in Birmingham ihre ersten Plattenaufnahmen. Ihre erste Single erschien mit I Know My Buddy’s Sleeping There / Fancy Rhythm. Obwohl sich die Platten in Birmingham gut verkauften, konnten keine größeren Erfolge aufgrund des kleinen Plattenlabels erzielt werden und kurz nach den Aufnahmen verließ Hardrock Gunter die Band, um einer Solokarriere nachzugehen. Auch als Songschreiber konnte Wilson Erfolge verzeichnen. Little Jimmy Dickens nahm sein Sleepin' at the Foot of the Bed auf, Webb Pierce spielte I Haven't Got the Heart ein und Hank Thompson veröffentlichte The Mark of a Heel. Mit Slim Lay, Gründungsmitglied der Golden River Boys, gründete Wilson den Musikverlag Golden River Publishing Company.
Am 7. Februar 1949 waren Wilson und die Golden River Boys in Nashville, wo sie zwei Singles für Decca Records einspielten, darunter Jimmy Selphs Song How Long. Auch diese Platten erreichten nicht die nationalen Country-Charts. Eine weitere Session wurde am 19. September 1950 im Castle Studio in Nashville für MGM Records abgehalten.

### Weggang aus Birmingham
Zusammen mit seiner Frau Marion Worth verließ Wilson in den 1950er-Jahren Birmingham und zog nach Huntsville, Alabama, wo er Arbeit bei WBHP fand. Auch Slim Lay arbeitete dort und zusammen mit Lay verschaffte er seiner Frau einen Vertrag bei Columbia Records. Auf Lays Label Cherokee Records hatte sie ebenfalls einen Hit mit Are You Willing Willie. Wilson zog mit ihr nach Nashville, wo Marion Mitglied der Grand Ole Opry wurde und Wilson in der Country-Abteilung des Labels Capitol Records arbeitete.

## Diskografie
| Jahr                    | Titel                                                     | Label #     |
| ----------------------- | --------------------------------------------------------- | ----------- |
| 1948                    | I Know My Buddy’s Sleeping There / Fancy Rythm [!]        | Vulcan 5000 |
| 1948                    | This Heart of Mine / I Butted In (B-Seite mit Joe Rumore) | Vulcan 5001 |
| 1949                    | Go Down to the Graveyard / Forty Miles at Sea             | Decca 46153 |
| 1949                    | How Long / Comes a Time                                   | Decca 46171 |
| 1950                    | The Haunted House Boogie / Mister Big                     | MGM 10877   |
| 1956                    | Asiatic Flu / Trouble Along the Cable (mit Slim Lay)      | Dash 100    |
| Unveröffentlichte Titel |                                                           |             |
|                         | - Hands Off My Heart                                      | Demo-Acetat |